# Nikolaus Biewer
Nikolaus Biewer (* 24. Januar 1922; † November 1980) war ein deutscher Fußballspieler, der im Jahr 1952 mit seinem Verein 1. FC Saarbrücken im Finale um die deutsche Fußballmeisterschaft stand. Der Abwehrspieler hat von 1945 bis 1955 insgesamt 122 Ligaspiele (3 Tore) in der damals erstklassigen Oberliga Südwest absolviert. Mit der Auswahl des Saarlands hat Biewer von 1950 bis 1954 elf Länderspiele bestritten, darunter auch 1953 und 1954 die zwei WM-Qualifikationsspiele gegen den späteren Weltmeister Deutschland.

## Laufbahn

### Altenkessel und KSG Saarbrücken, bis 1945
Mit seinem Heimatverein SC Altenkessel, einem Saarbrücker Stadtteilverein, erreichte der 20-jährige Abwehrspieler Nikolaus Biewer im Sommer 1942 mit 7:1 Punkten in der Aufstiegsrunde, den Einzug in die Gauliga Westmark. Der Aufsteiger stieg mit dem 10. Rang 1942/43 sofort wieder ab. Zur Runde 1943/44 bildeten Altenkessel und der FV Saarbrücken die KSG Saarbrücken und gewannen überlegen die Meisterschaft im Gau Westmark. In der anschließenden Endrunde um die deutsche Fußballmeisterschaft 1944 lief „Nickel“ Biewer in den drei Spielen gegen Göppingen (5:3), FC Mülhausen (5:3) und den 1. FC Nürnberg (1:5) jeweils als Mittelläufer im damaligen WM-System auf.

### 1. FC Saarbrücken, 1945–1955

#### Oberliga Südwest-Nord, 1945–1948
Der Nachkriegsfußball begann organisatorisch am 25. November 1945 mit der politisch bedingten Auflösung des FV Saarbrücken und der gleichzeitigen Umtaufe von FVS in 1. FC Saarbrücken. Am 6. Januar 1946 hatte die neue Spielklasse, die Oberliga Südwest Gruppe Nord, in der französischen Besatzungszone mit zehn Gründungsmitgliedern in einer sogenannten „Frühjahrsrunde“ Premiere. Saarbrücken setzte sich mit 4:2 beim FSV Mainz 05 durch. Das Team um Wilhelm „Bubi“ Sold legte einen Start mit 12:0 Zählern hin und errang mit 31:5 Punkten und einem Punkt Vorsprung gegenüber dem 1. FC Kaiserslautern die Meisterschaft. Anschließend in zwei Spielen gegen den FV Rastatt (5:0, 4:4) auch die Meisterschaft der französischen Zone.
In der Runde 1946/47 setzten sich erstmals die Lauterer um Spielmacher Fritz Walter durch, der Titelverteidiger belegte den 3. Rang. Am 9. März 1947 verlor Saarbrücken mit 0:6 in Kaiserslautern und gewann am 4. Mai 1947 das Heimspiel gegen den neuen Meister mit 2:1. Unter den Augen von FIFA-Präsident Jules Rimet fand auf dem Kieselhumes mit 1. FCS gegen Stade Reims (3:5) das erste internationale Nachkriegsspiel statt. Mit der Vizemeisterschaft beendeten die Mannen um Biewer die Runde 1947/48; überlegen mit fünf Punkten Vorsprung fiel die zweite Meisterschaft des 1. FC Kaiserslautern aus. Das Hinrundenspiel wurde von Saarbrücken am 18. Januar 1948 mit 0:6 in Kaiserslautern verloren, im Rückspiel reichte es am 30. Mai 1948 zu einem 0:0. In Paris wurden die Beschlüsse gefasst, dass ab 20. Mai 1948 keine Freundschaftsspiele der Saar-Vereine mit deutschen Klubs mehr möglich sind, die vier Oberligisten 1. FC Saarbrücken, Borussia Neunkirchen, Saar 05 und SG Völklingen dürfen die Saison noch zu Ende  spielen, müssen dann aber aus der Oberliga Südwest ausscheiden.

#### 2. Division in Frankreich/Saarlandpokal, 1948–1951
Vor Beginn der Punkterunde 1948/49 hatte der 1. FC Saarbrücken große Probleme zu bewältigen gehabt. Am 25. Juli 1948 wurde der Saarländische Fußballbund gegründet, der nach den Vorstellungen der pro-französischen Saar-Regierung der Fédération Française de Football (FFF) beitreten sollte. Der Spielverkehr mit den Mannschaften in der Oberliga Südwest war durch die politische und wirtschaftliche Abtrennung des Saarlandes fast unmöglich geworden. Die Beteiligung an Meisterschaftsspielen nur innerhalb der engen Grenzen des Saarlandes wäre sportlich keine Basis gewesen. Ein glücklicher Umstand half dem 1. FC Saarbrücken. Die AS Angoulême, ein Verein der professionellen Division 2 in Frankreich, war kurzfristig nicht in der Lage, eine Mannschaft für die Meisterschaftsrunde zu stellen. Die Saarbrücker stellten bei der FFF den Antrag, den freigewordenen Platz einnehmen zu dürfen. Diesem Antrag wurde stattgegeben mit der Einschränkung, dass Saarbrücken als Gast, also inoffiziell, teilnehmen konnte. Biewer und seine Kameraden wurden zu einer „Reisemannschaft“. Kreuz und quer passierten sie die Fluren Frankreichs. 23.314 km Bahnfahrt brachten die Malstatter hinter sich. Nach 37 Saisonspielen hatte die Mannschaft von Trainer „Ossi“ Müller, der FC Sarrebruck, 26 Spiele gewonnen, sieben unentschieden gespielt und vier verloren. Das Torverhältnis lautete 148:50 bei 59 Punkten. In der Tabelle wurde Sarrebruck aber nicht geführt, seine Spiele auch für die Gegner nicht mitgerechnet: offiziell spielte die D2 mit nur 19 Mannschaften, Meister Racing Lens und Bordeaux als Zweiter hatten je 53:19 Punkte und stiegen in die Division 1 auf.
Zur Runde 1949/50 wurde Saarbrücken der Antrag abgelehnt, sich offiziell an der Meisterschaft beteiligen zu dürfen. Als Ausweg wurde der Internationale Saarlandpokal durchgeführt. Ausgetragen unter dem Protektorat des Hohen Kommissariats und der Regierung des Saarlandes wurde dieser Wettbewerb, zu dem die Industrie des Saarlandes zwei Millionen Franken gestiftet hatte, ausgetragen. In den Ausscheidungsspielen traten folgende Mannschaften gegen den 1. FC Saarbrücken an:
FC La Chaux de Fonds, Standard Lüttich, Stade Reims, Elfsborg-Boras, BK Kopenhagen, Hajduk Split, Austria Wien, FC Nancy, AC Bellinzona, J. F. Degerfors, Rapid Wien, FC Sète, UC Santiago de Chile, FC Metz und Toulouse FC. Die Endspiele fanden am 10. und 11. Juni 1950 im Kieselhumes statt. Biewer und seine Mannschaftskameraden gewannen mit einem 4:0 über Stade Rennais UC den 1. Internationalen Saarland-Pokal. Der Vertragsspielerelf gehörten an:

Jockel Balzert, Karl Berg, Nikolaus Biewer, Herbert Binkert, Kurt Clemens, Franz Immig, Herbert Martin, Peter Momber, Hermann Monk, Waldemar Philippi, Theo Puff, Heinrich Schmitt, Robert Schreiner und Erwin Strempel.
Zur Runde 1950/51 ging es in der gleichen Form weiter. Der 2. Internationale Saarland-Pokal wurde ausgetragen und weitere Freundschaftsspiele kamen wieder dazu. Ab Herbst 1950 lernten Biewer und Kollegen die Trainerkunst von Auguste Jordan kennen. Im Februar 1951 erlebte der Verteidiger aber die imponierenden Auftritte gegen AS Cannes-Grasse, Atlético Bilbao, Deportivo La Coruna, Real Madrid und den FC Rouen als Leistungsträger in der Abwehr. Der 4:0-Erfolg am Mittwoch, dem 21. Februar 1951 im Estadio Chamartin, später in Estadio Santiago Bernabeu umbenannt, wird als das „schönste und erfolgreichste Spiel, das je eine Malstatter Elf zeigte“, beschrieben. Im Juni folgte eine Nordlandreise mit Spielen in Dänemark und Schweden. Damit waren drei Runden ohne Punktspielbetrieb zu Ende, die aber Eindrücke vermittelt hatten, die das ganze Leben in der Erinnerung blieben.

#### Oberliga Südwest, 1951–1955
Nach drei Jahren Pause hatten der DFB und der Saarländische Fußball-Bund (SFB) bei der FIFA die Rückkehr zumindest des 1. FC Saarbrücken und von Borussia Neunkirchen in den Spielbetrieb der Oberliga Südwest zur Runde 1951/52 erreicht. Biewer, Binkert, Momber und Co konnten wieder den Reiz einer Punkterunde erleben. Mit 50:10 Punkten holten sich die international erfahrenen Saarländer die Meisterschaft im Südwesten. Vizemeister wurde TuS Neuendorf mit 44:16 Punkten vor der abgeschlagenen Walter-Elf aus Kaiserslautern. Mit dem Torverhältnis von 80:27 zeichnete sich die FCS-Defensive als die beste im Südwesten aus. Als Mittelläufer dirigierte Biewer vor Torhüter Erwin Strempel als Abwehrchef die Defensive der Blau-Schwarzen. Vom Vizemeister Neuendorf trennte man sich mit zwei Unentschieden (0:0, 1:1) und die 1:3-Auswärtsniederlage gegen den 1. FC Kaiserslautern am 17. Februar 1952 blieb durch die überraschende 2:4-Niederlage der Walter-Elf am 23. März 1952 im Lokalderby gegen den VfR Kaiserslautern ohne negative Folgen. In der Endrunde setzte sich das Team um Mittelläufer Biewer gegen den 1. FC Nürnberg, Hamburger SV und den FC Schalke 04 durch und zog damit in das Endspiel am 22. Juni 1952 im Südwest-Stadion in Ludwigshafen gegen den VfB Stuttgart ein.
Die Schützlinge von Trainer Georg Wurzer setzten sich mit 3:2 Toren durch. Otto Baitinger entschied in der 73. Minute mit seinem Treffer zum 3:2 das Spiel für die Schwaben. Verletzungen erschwerten Saarbrücken das Spiel: Außenläufer Karl Berg verletzte sich kurz nach der Pause und humpelte auf Linksaußen als Statist herum und FCS-Torhüter Strempel schied mit Armbruch aus, so dass Linksverteidiger Theo Puff im Tor aushelfen musste.
In den nächsten drei Runden – 1952/53 bis 1954/55 – glückte Biewer mit dem 1. FCS nicht mehr der Einzug in die Endrunde. Mit dem 3. Rang 1954/55, der Abwehrspieler war nochmals in 20 Ligaspielen in der Oberliga aufgelaufen, verabschiedete sich der vormalige Aktive der Gauliga Westmark im Sommer 1955 vom 1. FC Saarbrücken und schloss sich seinem Heimatverein SC Altenkessel in der Amateurliga Saarland an. Der überragende Kopfballspieler und mit einem großartigen Stellungsspiel versehene Abwehrspezialist hat trotz der dreijährigen Unterbrechung von 1948 bis 1951 für den 1. FC Saarbrücken in der Oberliga Südwest 122 Ligaspiele absolviert und drei Tore erzielt.